# Nowyje Burassy
Nowyje Burassy (russisch Но́вые Бура́сы) ist eine Siedlung städtischen Typs in der Oblast Saratow in Russland mit 5870 Einwohnern (Stand 14. Oktober 2010).

## Geographie
Der Ort liegt knapp 70 km Luftlinie nördlich des Oblastverwaltungszentrums Saratow unweit der Quelle der Malaja Medwediza (Kleine Medwediza), eines linken Nebenflusses der Medwediza.
Nowyje Burassy ist Verwaltungszentrum des Rajons Nowoburasski sowie Sitz der Stadtgemeinde Nowoburasskoje gorodskoje posselenije, zu der außerdem die Dörfer Alexandrowka (10 km nordwestlich) und Bessonowka (5 km nordwestlich) sowie die Siedlungen Burassy (9 km nördlich) und Snanije (8 km nördlich) gehören.

## Geschichte
Der Ort wurde 1777 von Bewohnern des 15 km nördlich gelegenen Ortes Burasskaja sloboda gegründet. Sein Name bedeutet „Neu-Burassy“, während die Sloboda später in Staryje Burassy („Alt-Burassy“) umbenannt wurde und bis heute so heißt. Die Dörfer gehörten zum Ujesd Saratow des Gouvernements Saratow.
Am 24. Juli 1928 wurde Nowyje Burassy Verwaltungssitz eines neu geschaffenen, nach ihm benannten Rajons. Seit 22. Februar 1968 besitzt der Ort den Status einer Siedlung städtischen Typs.

### Bevölkerungsentwicklung
| Jahr | Einwohner |
| ---- | --------- |
| 1897 | 5547      |
| 1939 | 4157      |
| 1959 | 3985      |
| 1970 | 4257      |
| 1979 | 4529      |
| 1989 | 5857      |
| 2002 | 6517      |
| 2010 | 5870      |

Anmerkung: Volkszählungsdaten

## Verkehr
Bei der zur Gemeinde gehörenden Siedlung Burassy befindet sich die gleichnamige Bahnstation bei Kilometer 114 der 1895 eröffneten Eisenbahnstrecke Atkarsk – Wolsk.
Einige Kilometer südöstlich der Siedlung verläuft die Regionalstraße 63K-00009 von der föderalen Fernstraße R228 bei Saratow in die Rajonzentren Basarny Karabulak und Baltai. Von Nowyje Burassy nach Norden führt die 63K-504 über die Bahnstation Burassy nach Staryje Burassy, nach Nordwesten die 63N-00612 ins benachbarte Rajonzentrum Petrowsk an der föderalen Fernstraße R158.